# Beata Pacut
Beata Pacut, née le 13 décembre 1995,  est une judokate polonaise. En 2021, elle remporte la médaille d'or lors des championnats d'Europe dans la catégorie des moins de 78 kg.

## Palmarès

### Compétitions internationales
| Année | Compétition           | Lieu     | Résultat | Catégorie      |
| ----- | --------------------- | -------- | -------- | -------------- |
| 2017  | Championnats d'Europe | Varsovie | 2e       | Par équipes    |
| 2021  | Championnats d'Europe | Lisbonne | 1re      | Moins de 78 kg |
| 2022  | Championnats du monde | Tachkent | 3e       | Moins de 78 kg |